# Europäischer Filmpreis 2010

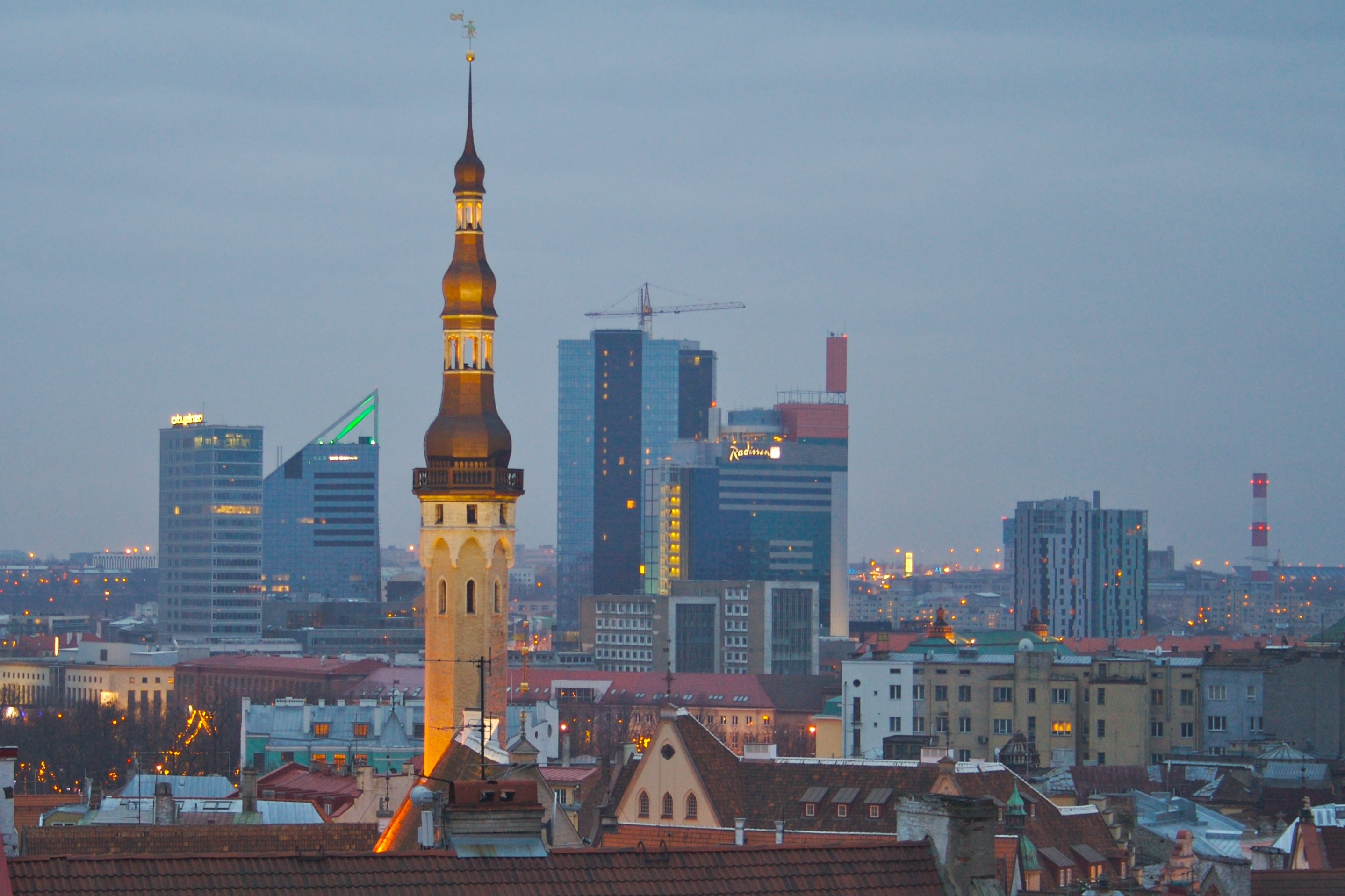
Tallinn, Veranstaltungsort des Europäischen Filmpreises 2010

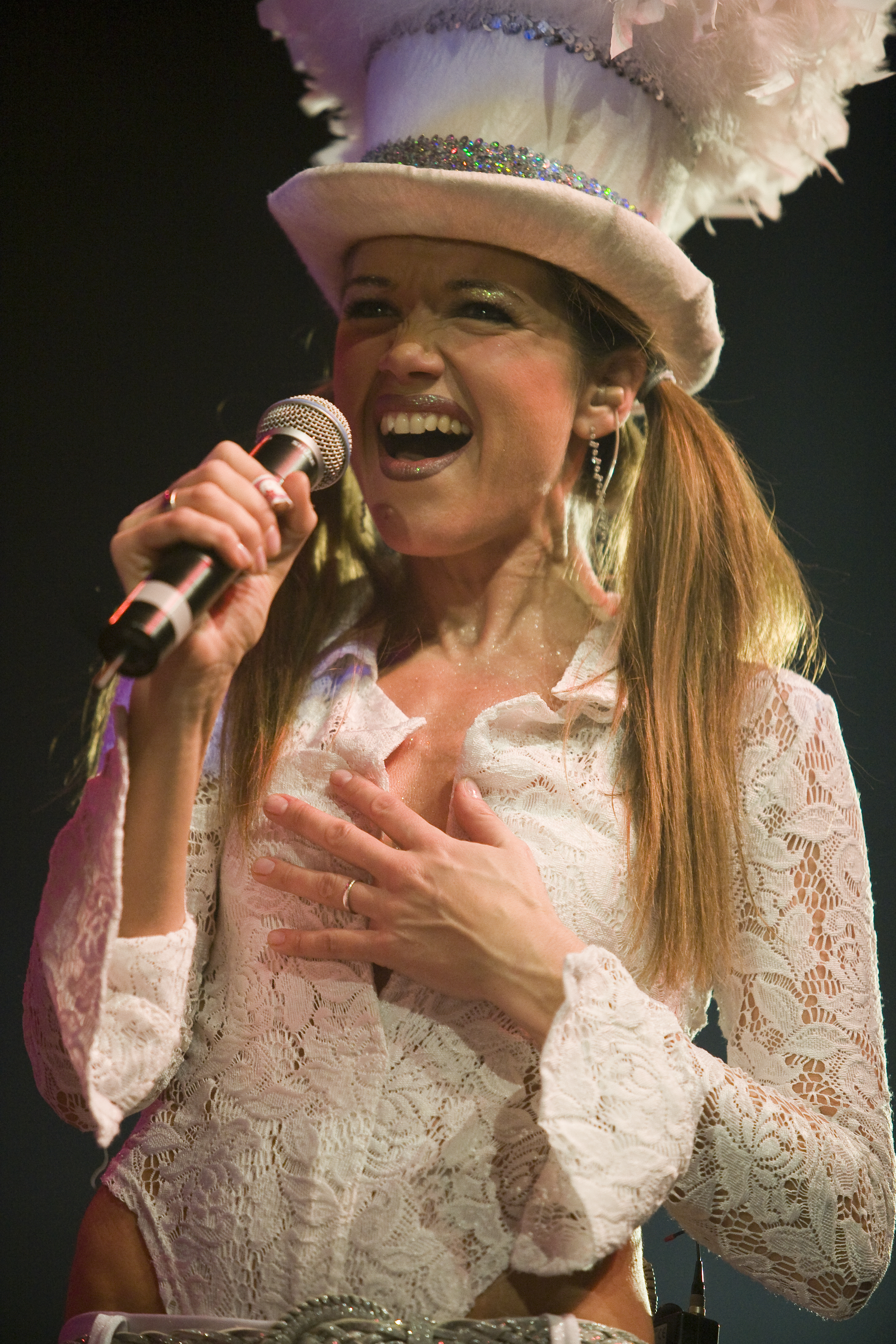
Komoderatorin der Fernsehgala: die Deutsche Anke Engelke

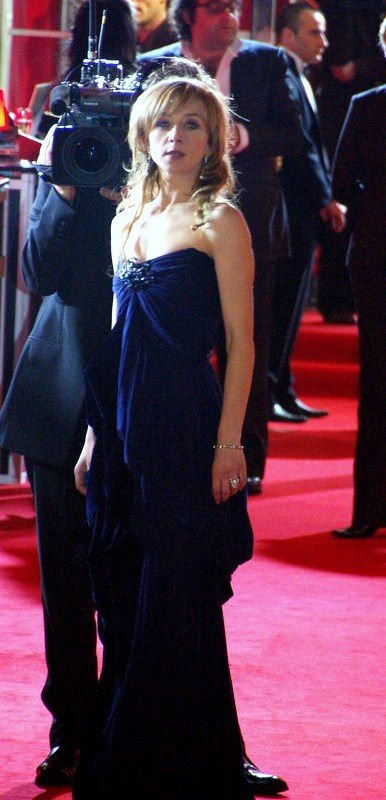
Beste europäische Darstellerin: Sylvie Testud (Lourdes)

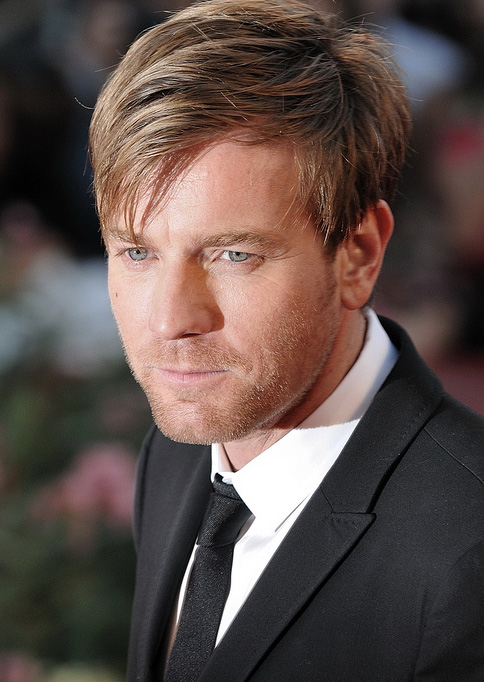
Ausgezeichnet als bester Darsteller: Ewan McGregor (Der Ghostwriter)

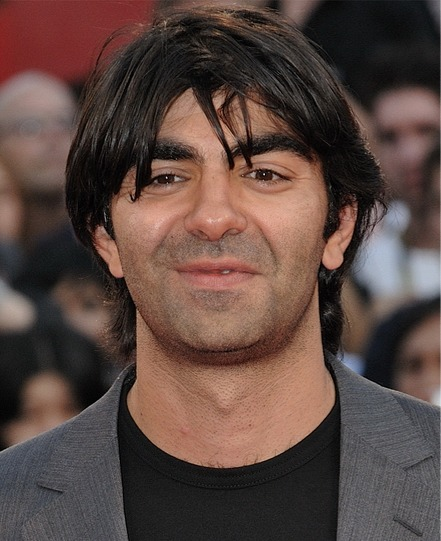
In der Kategorie bester Film vertreten: Fatih Akın (Soul Kitchen)

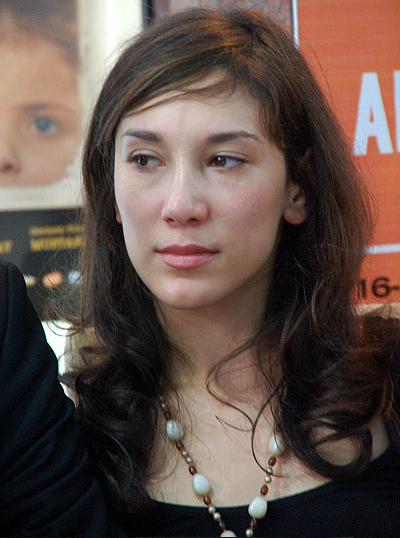
Nominiert als beste Darstellerin: Sibel Kekilli (Die Fremde)

Die 23. Verleihung des Europäischen Filmpreises (estnisch 23. Euroopa Filmiauhinnad) fand am 4. Dezember 2010 statt. Nachdem im Vorjahr die in 44 Ländern ausgestrahlte Fernsehgala im Ruhrgebiet organisiert worden war, folgte 2010 Tallinn als Veranstaltungsort. Die estnische Hauptstadt ist eine der Kulturhauptstädte Europas im Jahr 2011. Damit fand die Preisverleihung erstmals im Baltikum statt.
In Zusammenarbeit unter anderem mit dem estnischen Kulturministerium, dem Estonian Cultural Endowment, der öffentlich-rechtlichen Rundfunkanstalt Eesti Rahvusringhääling und dem Tallinn Black Nights Filmfestival wurde die Verleihung des Europäischen Filmpreises 2010 in der Nokia Concert Hall in Tallinns Konferenzzentrum Solaris abgehalten, die 1830 Plätze umfasst. 1400 Gäste waren erwartet worden. Als Moderatoren konnten die deutsche Komikerin und Schauspielerin Anke Engelke und der estnische Schauspieler Märt Avandi gewonnen werden. Engelke hatte bereits die Verleihung im Vorjahr moderiert.
Die Preisverleihung wurde als Live-Stream über das Internet angeboten. In Deutschland wird die Gala zeitversetzt einen Tag später vom deutsch-französischen Fernsehsender Arte ausgestrahlt.

## Favorisierte Filme
Die Nominierungen waren von der Europäischen Filmakademie (EFA) am 6. November 2010 auf dem Europäischen Filmfestival von Sevilla bekanntgegeben worden. Als Favoriten galten der Der Ghostwriter von Roman Polański (7 Nominierungen) und Lebanon von Samuel Maoz (5 Nominierungen sowie eine Nennung als bester Erstlingsfilm). Die beiden Filme konnten sich neben den Preisen für den besten europäischen Film auch Chancen in den Kategorien Regie und Drehbuch einräumen. Polańskis Thriller wurde seiner Favoritenrolle gerecht und gewann den Europäischen Filmpreis in sechs Kategorien, unter anderem als Bester Film, für die Beste Regie und das Beste Drehbuch. Bedingt durch die Einführung neuer Kategorien wurde so die Bestmarke des italienischen Beitrags Gomorrha – Reise in das Reich der Camorra gebrochen, der im Jahr 2008 fünf Auszeichnungen gewonnen hatte. Polański bedankte sich für die Preise per Live-Stream.
Polańskis Film stellt einen Ghostwriter (gespielt von Ewan McGregor) in den Mittelpunkt, der die Memoiren eines ehemaligen britischen Premierministers (Pierce Brosnan) überarbeitet und dabei auf Ungereimtheiten stößt. Die europäische Koproduktion war 2010 im Wettbewerb der 60. Internationalen Filmfestspiele von Berlin vertreten gewesen und hatte den Regiepreis gewonnen. Lebanon, das Spielfilmdebüt des israelischen Regisseurs Samuel Maoz, gewann die Preise für die Beste Kamera und das Beste Erstlingswerk. Der Film hatte im Rahmen der 66. Internationalen Filmfestspiele von Venedig 2009 im Wettbewerb konkurriert und dort mit dem Goldenen Löwen den Hauptpreis des italienischen Filmfestivals gewonnen. Maoz verarbeitete eigene Erlebnisse und erzählt von einer israelischen Panzer-Besatzung, die zur Zeit des Libanonkriegs 1982 in feindliches Gelände vordringt.
Ebenfalls in der Kategorie bester europäischer Film berücksichtigt aber unprämiert blieb Bal – Honig von Semih Kaplanoğlu (3 Nominierungen), der bei der Berlinale 2010 mit dem Hauptpreis ausgezeichnet wurde und türkischer Kandidat auf den Auslandsoscar im nächsten Jahr ist. Ebenfalls über seine zwei Nominierungen nicht hinaus kam Xavier Beauvois’ Drama Von Menschen und Göttern, Frankreichs Oscar-Kandidat für das nächste Jahr. Der Film beruht auf einer wahren Begebenheit und berichtet von einer Gruppe Zisterzienser-Mönche (gespielt unter anderem von Lambert Wilson, Michael Lonsdale, Philippe Laudenbach und Jacques Herlin), die in Algerien Opfer fundamentalistischen Terrors werden. Auf je eine Nominierung gekommen aber ebenfalls unprämiert blieben die argentinisch-spanische Koproduktion In ihren Augen von Juan José Campanella, Argentiniens Oscar-Preisträger in der Kategorie bester fremdsprachiger Film, und der deutsche Beitrag Soul Kitchen von Fatih Akin, der 2009 in Venedig Lebanon unterlegen war. Bei der Vergabe des Regiepreis setzte sich Polański gegen Olivier Assayas (Carlos – Der Schakal), Kaplanoğlu, Maoz, Polański sowie den Italiener Paolo Virzì (La prima cosa bella, Italiens Kandidat auf den Auslandsoscar 2011) durch.
Weitere deutsche Filmschaffende waren in Nebenkategorien vertreten. Sibel Kekilli, die dieses Jahr für das Ehrenmord-Drama Die Fremde den Deutschen Filmpreis erhalten hatte, war gemeinsam mit der Kroatin Zrinka Cvitešić (Zwischen uns das Paradies), der Britin Lesley Manville (Another Year) und der Niederländerin Lotte Verbeek (Nothing Personal) in der Kategorie Beste Darstellerin vertreten, musste sich aber der der Verleihung ferngebliebenen Französin Sylvie Testud (Lourdes) geschlagen gaben. Als beste Darsteller setzte sich der ebenfalls wegen Dreharbeiten verhinderte Ewan McGregor (Der Ghostwriter) gegen den Dänen Jakob Cedergren (Submarino), den Italiener Elio Germano (Darstellerpreis der 63. Internationalen Filmfestspiele von Cannes 2010 für La nostra vita), den Rumänen George Piștereanu (Eu când vreau să fluier, fluier) und den Spanier Luis Tosar (Goya-Preisträger 2010 für Celda 211) durch. Der Deutsche Albrecht Konrad gewann für seine Leistung an Der Ghostwriter den Preis für das Beste Szenenbild. Diese Kategorie ersetzt zusammen mit jener für den besten Schnitt den bisher ausgelobten Prix D’Exellence, in dem in den Vorjahren auch Masken- oder Kostümbildner nominiert worden waren.
Keine Nominierung für den Europäischen Filmpreis erhalten hatten der auf der Auswahlliste befindliche deutsch-österreichische Beitrag Der Räuber von Benjamin Heisenberg. Ebenso waren die deutsche Koproduktion Mein Glück von Sergei Loznitsa und die Schweizer Beiträge Film socialisme von Jean-Luc Godard und Giulias Verschwinden von Christoph Schaub nicht in die engere Auswahl gekommen.
Über die Gewinner der einzelnen Kategorien stimmten bis zur Verleihung die 2300 Mitglieder der Europäischen Filmakademie ab. Bereits im Vorfeld als Sieger fest standen der Schweizer Schauspieler Bruno Ganz und der in Frankreich lebende libanesische Komponist Gabriel Yared. Ganz war im Jahr 2000 für Brot und Tulpen und 2004 für Der Untergang zweimal vergeblich für den Darstellerpreis nominiert worden. Er erhielt den Europäischen Filmpreis für ein Lebenswerk. Yared wurde in der Kategorie Beste europäische Leistung im Weltkino geehrt. Für seine Filmmusik zu Anthony Minghellas Der englische Patient hatte er 1997 unter anderem den Oscar, den BAFTA Award und einen Grammy erhalten. 2006 hatte Yared vergeblich für seine Arbeit an Das Leben der Anderen um den Europäischen Filmpreis konkurriert.
Im Rahmen der Preisverleihung wurde zum vierten Mal der Prix Eurimages, mit dem europäische Koproduzenten geehrt werden, vergeben, dieses Mal an Zeynep Özbatur. Özbatur, Leiterin der türkischen Produktionsfirma Zeyno Filmproduktion, hatte sich in der Vergangenheit unter anderem für preisgekrönte Produktionen wie Nuri Bilge Ceylans Jahreszeiten – Iklimler (2006) und Drei Affen (2008) verantwortlich gezeigt. Erinnert wurde während der Gala an die 2010 verstorbenen Regisseure Claude Chabrol und Mario Monicelli. Die als Bester Film nominierten Produktionen wurden in kurzen Videobeiträgen vorgestellt, in denen sich estnische Mitbürger wie ein Fischer, ein Pilot oder eine Architektin über die Filme äußerten.

## Preisträger und Nominierungen

### Bester europäischer Film
Der Ghostwriter (The Ghost Writer) – Regie: Roman Polański
- Bal – Honig (Bal) – Regie: Semih Kaplanoğlu
- In ihren Augen (El secreto de sus ojos) – Regie: Juan José Campanella
- Lebanon (לבנון) – Regie: Samuel Maoz
- Soul Kitchen – Regie: Fatih Akin
- Von Menschen und Göttern (Des hommes et des dieux) – Regie: Xavier Beauvois

### Beste Regie
Roman Polański – Der Ghostwriter (The Ghost Writer)
- Olivier Assayas – Carlos – Der Schakal (Carlos)
- Semih Kaplanoğlu – Bal – Honig (Bal)
- Samuel Maoz – Lebanon (לבנון)
- Paolo Virzì – La prima cosa bella

### Beste Darstellerin
Sylvie Testud – Lourdes
- Zrinka Cvitešić – Zwischen uns das Paradies (Na putu)
- Sibel Kekilli – Die Fremde
- Lesley Manville – Another Year
- Lotte Verbeek – Nothing Personal

### Bester Darsteller
Ewan McGregor – Der Ghostwriter (The Ghost Writer)
- Jakob Cedergren – Submarino
- Elio Germano – La nostra vita
- George Piștereanu – Eu când vreau să fluier, fluier
- Luis Tosar – Cell 211 (Celda 211)

### Bestes Drehbuch
Robert Harris und Roman Polański – Der Ghostwriter (The Ghost Writer)
- Jorge Guerricaechevarría und Daniel Monzón – Cell 211 (Celda 211)
- Samuel Maoz – Lebanon (לבנון)
- Radu Mihăileanu – Das Konzert (Le Concert)

### Beste Kamera („Carlo-Di-Palma-Preis“)
Giora Bejach – Lebanon (לבנון) 
- Caroline Champetier – Von Menschen und Göttern (Des hommes et des dieux)
- Pawel Kostomarow – How I Ended This Summer (Как я провёл этим летом)
- Barış Özbiçer – Bal – Honig (Bal)

### Bester Schnitt
Luc Barnier und Marion Monnier – Carlos – Der Schakal (Carlos)
- Arik Lahav-Leibovich – Lebanon (לבנון)
- Hervé de Luze – Der Ghostwriter (The Ghost Writer)

### Bestes Szenenbild
Albrecht Konrad – Der Ghostwriter (The Ghost Writer)
- Paola Bizzarri und Luis Ramírez – Ich, Don Giovanni (Io, Don Giovanni)
- Markku Pätilä und Jaagup Roomet – Püha Tõnu kiusamine

### Beste Filmmusik
Alexandre Desplat – Der Ghostwriter (The Ghost Writer)
- Aleš Březina – Kawasakiho růže
- Pasquale Catalano – Männer al dente (Mine vaganti)
- Gary Yershon – Another Year

### Offizielle Auswahlliste – Spielfilme
Die 23 nominierten Filmproduktionen wurden aus einer Auswahlliste („Longlist“) von den 2300 Mitgliedern der Europäischen Filmakademie ermittelt. 46 Filmproduktionen aus 32 Ländern konkurrierten um Nominierungen. Die 20 Länder mit den meisten Mitgliedern bestimmten jeweils direkt einen nationalen Film. Das weitere Teilnehmerfeld wurde durch ein Komitee aus EFA-Vorstandsmitgliedern und dem Schweden Gunnar Berghdahl, dem Franzosen Pierre-Henri Deleau, dem Bulgaren Stefan Kitanov, dem Briten Derek Malcolm und dem Deutschen Nikolaj Nikitin als eingeladene Experten ergänzt.
Die für die regulären Kategorien nominierten Filme (Another Year, Bal – Honig, Carlos – Der Schakal usw.) sind farblich hervorgehoben.
| Film                            | Regie                   | Land                                                    | Darsteller (Auswahl)                                         |
| ------------------------------- | ----------------------- | ------------------------------------------------------- | ------------------------------------------------------------ |
| 3 sezóny v pekle                | Tomáš Mašin             | Tschechien                                              | Kryštof Hádek, Karolina Gruszka, Martin Huba                 |
| Another Year                    | Mike Leigh              | Vereinigtes Königreich                                  | Lesley Manville, Jim Broadbent, Ruth Sheen                   |
| Bal – Honig                     | Semih Kaplanoğlu        | Türkei, Deutschland                                     | Bora Altaş, Erdal Beşikçioğlu, Tülin Özen                    |
| Carlos – Der Schakal            | Olivier Assayas         | Frankreich, Deutschland                                 | Édgar Ramírez, Nora von Waldstätten, Christoph Bach          |
| Cell 211                        | Daniel Monzón           | Spanien, Frankreich                                     | Luis Tosar, Marta Etura, Carlos Bardem                       |
| Eu când vreau să fluier, fluier | Florin Șerban           | Rumänien                                                | George Piștereanu, Ada Condeescu, Clara Voda                 |
| Film socialisme                 | Jean-Luc Godard         | Schweiz                                                 | Patti Smith, Élisabeth Vitali, Christian Sinniger            |
| Die Fremde                      | Feo Aladag              | Deutschland                                             | Sibel Kekilli, Nizam Schiller, Settar Tanrıöğen              |
| Der Ghostwriter                 | Roman Polański          | Frankreich, Deutschland, Vereinigtes Königreich         | Ewan McGregor, Pierce Brosnan, Kim Cattrall                  |
| Giulias Verschwinden            | Christoph Schaub        | Schweiz                                                 | Corinna Harfouch, Bruno Ganz, Stefan Kurt                    |
| Honeymoons                      | Goran Paskaljević       | Serbien, Albanien                                       |                                                              |
| How I Ended This Summer         | Alexei Popogrebski      | Russland                                                | Grigori Dobrygin, Sergei Puskepalis                          |
| Immer Drama um Tamara           | Stephen Frears          | Vereinigtes Königreich                                  | Gemma Arterton, Roger Allam, Bill Camp                       |
| In ihren Augen                  | Juan José Campanella    | Spanien, Argentinien                                    | Ricardo Darín, Soledad Villamil, Guillermo Francella         |
| Ich, Don Giovanni               | Carlos Saura            | Österreich, Italien, Spanien                            | Lorenzo Balducci, Lino Guanciale, Emilia Verginelli          |
| Kawasakiho růže                 | Jan Hřebejk             | Tschechien                                              | Lenka Vlasáková, Milan Mikulcík, Martin Huba                 |
| Kenjac                          | Antonio Nuić            | Kroatien                                                | Nebojša Glogovac, Nataša Janjić, Emir Hadžihafizbegović      |
| Das Konzert                     | Radu Mihăileanu         | Frankreich                                              | Alexej Guskow, Mélanie Laurent, Dmitri Nazarow               |
| Lebanon                         | Samuel Maoz             | Israel, Deutschland, Frankreich                         | Yoav Donat, Itay Tiran, Oshri Cohen                          |
| Lourdes                         | Jessica Hausner         | Österreich, Frankreich, Deutschland                     | Sylvie Testud, Léa Seydoux, Elina Löwensohn                  |
| Mamma Gógó                      | Friðrik Þór Friðriksson | Island                                                  | Kristbjörg Kjeld, Hilmir Snær Guðnason, Gunnar Eyjólfsson    |
| Männer al dente                 | Ferzan Özpetek          | Italien                                                 | Riccardo Scamarcio, Nicole Grimaudo, Alessandro Preziosi     |
| Mein Glück                      | Sergei Loznitsa         | Deutschland, Ukraine, Niederlande                       | Victor Nemets, Olga Shuvalova, Vlad Ivanov                   |
| My Queen Karo                   | Dorothée van den Berghe | Belgien, Niederlande                                    | Déborah François, Rifka Lodeizen, Anna Franziska Jäger       |
| La nostra vita                  | Daniele Luchetti        | Italien                                                 | Elio Germano, Isabella Ragonese, Raoul Bova                  |
| Nothing Personal                | Urszula Antoniak        | Niederlande, Irland                                     | Stephen Rea, Lotte Verbeek                                   |
| Nowhere Boy                     | Sam Taylor-Wood         | Vereinigtes Königreich                                  | Aaron Taylor-Johnson, Thomas Sangster, Kristin Scott Thomas  |
| Ondine                          | Neil Jordan             | Vereinigtes Königreich                                  | Colin Farrell, Alicja Bachleda-Curuś, Stephen Rea            |
| Paha perhe                      | Aleksi Salmenperä       | Finnland                                                | Ville Virtanen, Lauri Tilkanen, Pihla Viitala                |
| Pál Adrienn                     | Ágnes Kocsis            | Ungarn                                                  | Éva Gábor, István Znamenák, Ákos Horváth                     |
| La prima cosa bella             | Paolo Virzì             | Italien                                                 | Valerio Mastandrea, Micaela Ramazzotti, Stefania Sandrelli   |
| Püha Tõnu kiusamine             | Veiko Õunpuu            | Estland                                                 | Taavi Eelmaa, Ravshana Kurkova, Tiina Tauraite               |
| Der Räuber                      | Benjamin Heisenberg     | Österreich, Deutschland                                 | Andreas Lust, Franziska Weisz, Max Edelbacher                |
| Rewers                          | Borys Lankosz           | Polen                                                   | Agata Buzek, Krystyna Janda, Anna Polony                     |
| Sebbe                           | Babak Najafi            | Schweden                                                | Sebastian Hiort af Ornäs, Kenny Wåhlbrink, Eva Melander      |
| Slovenka                        | Damjan Kozole           | Slowenien                                               | Nina Ivanisin, Peter Musevski, Primoz Pirnat                 |
| Soul Kitchen                    | Fatih Akin              | Deutschland                                             | Adam Bousdoukos, Birol Ünel, Moritz Bleibtreu                |
| Stadtneurosen                   | Sara Johnsen            | Norwegen, Deutschland                                   | Hermann Sabado, Agnieszka Grochowska, Mads Sjøgård Pettersen |
| Submarino                       | Thomas Vinterberg       | Dänemark                                                | Jakob Cedergren, Peter Plaugborg, Patricia Schumann          |
| Tessera Mavra Koustoumia        | Renos Haralambidis      | Griechenland                                            | Jenny Diagoupi, Renos Haralambidis, Eleana Karandrinou       |
| Tournée                         | Mathieu Amalric         | Frankreich                                              | Mathieu Amalric, Julie Ferrier, Anne Benoît                  |
| L’uomo che verrà                | Giorgio Diritti         | Italien                                                 | Maya Sansa, Alba Rohrwacher, Eleonora Mazzoni                |
| De Vliegenierster van Kazbek    | Ineke Smits             | Niederlande, Georgien                                   | Anamaria Marinca, Madelief Blanken, Peter Lohmeyer           |
| Von Menschen und Göttern        | Xavier Beauvois         | Frankreich                                              | Lambert Wilson, Michael Lonsdale, Roschdy Zem                |
| Zad kadar                       | Svetoslav Ovcharov      | Bulgarien                                               | Ivan Barnev, Desa Krasova, Krassimir Dokov                   |
| Zwischen uns das Paradies       | Jasmila Žbanić          | Bosnia & Herzegowina, Österreich, Deutschland, Kroatien | Zrinka Cvitešić, Leon Lucev, Mirjana Karanović               |

## Weitere Preise

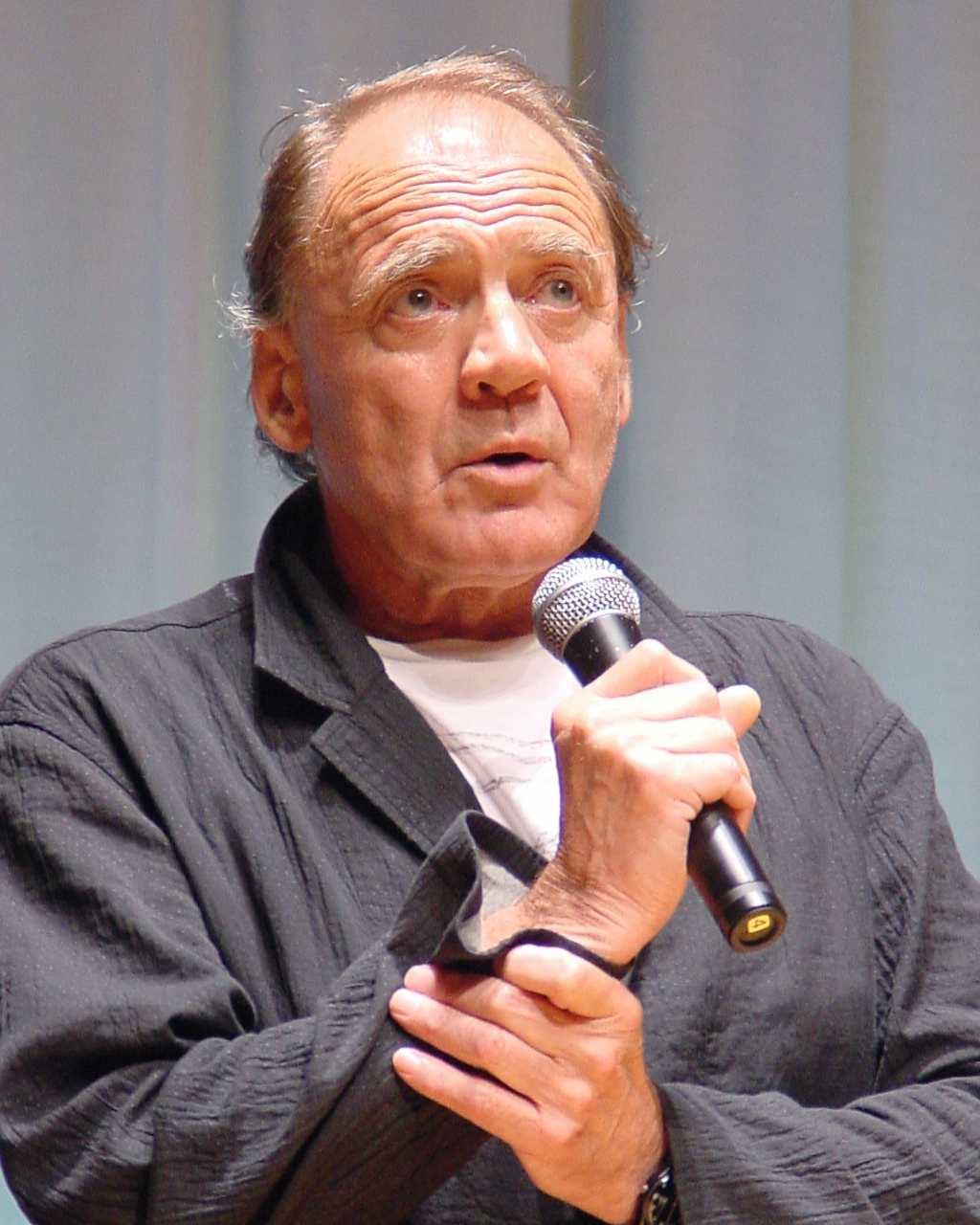
Geehrt mit dem Preis für ein Lebenswerk: Bruno Ganz

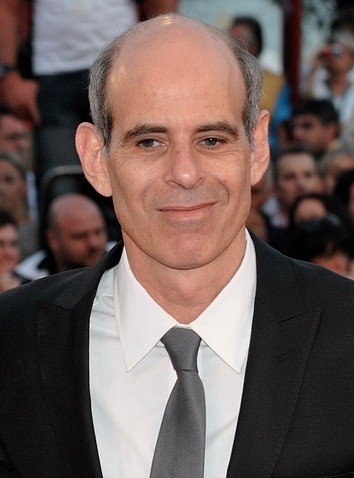
Ausgezeichnet für den besten Erstlingsfilm: Samuel Maoz (Lebanon)

### Prix Eurimages – Beste europäische Koproduzenten
Zeynep Özbatur (Zeyno Filmproduktion, Türkei)

### Beste europäische Leistung im Weltkino
Gabriel Yared, libanesischer Filmkomponist

### Preis für ein Lebenswerk
Bruno Ganz, Schweizer Schauspieler

### Bester Erstlingsfilm
Am 11. Oktober 2010 gab die Europäische Filmakademie die Nominierungen für die Sparte „Bester Erstlingsfilm“ bekannt, in der fünf Debütregisseure mit ihren Spielfilmproduktionen gegeneinander antreten. Den Sieger kürten die 2300 Mitglieder der EFA, der auf der Preisverleihung am 4. Dezember bekanntgegeben wurde. Ausgewählt worden waren die nominierten Filme von einer Jury bestehend aus zwei EFA-Mitgliedern und drei europäischen Mitgliedern der internationalen Filmkritikervereinigung FIPRESCI.
Lebanon – Regie: Samuel Maoz (Israel, Deutschland, Frankreich)
- Die doppelte Stunde – Regie: Giuseppe Capotondi (Italien)
- Eu când vreau să fluier, fluier – Regie: Florin Șerban (Rumänien)
- Die Fremde – Regie: Feo Aladag (Deutschland)
- Nothing Personal – Regie: Urszula Antoniak (Niederlande, Irland)

### Bester Kurzfilm
15 Filme qualifizierten sich für den Preis in der Kategorie Bester europäischer Kurzfilm, darunter auch zwei Animationsfilme (Les Escargots de Joseph, The External World), drei Dokumentarfilme (Lumikko, María’s Way, Ønskebørn) sowie ein animierter Dokumentarfilm (Tussilago). Mit Giulio Ricciarelli (Ampelmann) ist auch ein Kurzfilmregisseur aus dem deutschsprachigen Raum vertreten. In seinem Film stellt er einen Dorfpolizisten (gespielt von Johann von Bülow) in den Mittelpunkt, der mit Hilfe einer Ampel an einer wenig befahrenen Brücke Anwohner schikaniert.
Den Sieger Hanoi – Warszawa von Katarzyna Klimkiewicz (präsentiert von Miki Manojlović) kürten die 2300 Mitglieder der EFA, der auf der Preisverleihung am 4. Dezember bekanntgegeben wurde.
| Film                       | Regie                       | Land                    | Länge (in min.) | Nominierung (Festival) |
| -------------------------- | --------------------------- | ----------------------- | --------------- | ---------------------- |
| Amor                       | Thomas Wangsmo              | Norwegen                | 14’             | Ghent                  |
| Ampelmann                  | Giulio Ricciarelli          | Deutschland             | 14’             | Valladolid             |
| Blijf bij me, weg          | Paloma Aguilera Valdebenito | Niederlande             | 24’             | Angers                 |
| Diarchia                   | Ferdinando Cito Filomarino  | Italien, Frankreich     | 20’             | Locarno                |
| Les Escargots de Joseph    | Sophie Roze                 | Frankreich              | 12’             | Cork                   |
| The External World         | David O’Reilly              | Deutschland             | 15’             | Venedig                |
| Hanoi – Warszawa           | Katarzyna Klimkiewicz       | Polen                   | 30’             | Grimstad               |
| Itt vagyok                 | Bálint Szimler              | Ungarn                  | 36’             | Drama                  |
| Lumikko                    | Miia Tervo                  | Finnland                | 19’             | Tampere                |
| María’s Way                | Anne Milne                  | Vereinigtes Königreich  | 16’             | Edinburgh              |
| Ønskebørn                  | Birgitte Stærmose           | Dänemark                | 29’             | Rotterdam              |
| Rendez-vous à Stella Plage | Shalimar Preuss             | Frankreich              | 18’             | Sarajevo               |
| Talleres Clandestinos      | Catalina Molina             | Österreich, Argentinien | 40’             | Vila do Conde          |
| Tussilago                  | Jonas Odell                 | Schweden                | 14’             | Krakau                 |
| Venus vs Me                | Nathalie Teirlinck          | Belgien                 | 27’             | Berlin                 |

### Europäischer Dokumentarfilmpreis – „Prix ARTE“
Im Jahr 2010 waren erstmals die 2300 EFA-Mitglieder aufgerufen, den gemeinsam mit dem französisch-deutschen Fernsehsender Arte ausgelobten Dokumentarfilmpreises „Prix ARTE“ zu vergeben. Dabei wurden die Nominierungen von zehn Filmen im letzten Jahr auf drei reduziert. Für die Auswahl hatten sich drei EFA-Mitglieder gemeinsam mit einer dreiköpfigen Experten-Jury verantwortlich gezeigt.
Nostalgia de la luz – Regie: Patricio Guzmán (Frankreich, Deutschland, Chile)
- Armadillo – Regie: Janus Metz (Dänemark, Schweden)
- Was Männer sonst nicht zeigen (Miesten vuoro) – Regie: Joonas Berghäll und Mika Hotakainen (Finnland, Schweden)

### Bester Animationsfilm
Für den im Jahr 2009 eingeführten europäischen Animationsfilmpreis waren drei Produktionen nominiert worden. Die Vorauswahl oblag zwei EFA-Vorstandsmitgliedern, Repräsentanten des europäischen Verbands für Animationsfilm CARTOON sowie zwei Filmemachern und einem Verlagsleiter. Den Sieger kürten die 2300 Mitglieder der Europäischen Filmakademie, der auf der Preisverleihung am 4. Dezember bekanntgegeben wurde.
 präsentiert von Lembit und Juhan Ulfsack
L’Illusionniste – Regie: Sylvain Chomet (Frankreich, Vereinigtes Königreich)
- Planet 51 – Regie: Jorge Blanco (Spanien, Vereinigtes Königreich)
- Sammys Abenteuer – Die Suche nach der geheimen Passage – Regie: Ben Stassen (Belgien)

### Europäischer Publikumspreis
Durch den Publikumspreis (People’s Choice Award) haben Kinozuschauer die Möglichkeit ihren Favoriten via Internet aus einer Auswahlliste zu küren. Die Kandidaten wurden am 1. September 2010 vorgestellt. Unter diesen befanden sich die bereits im offiziellen Wettbewerb gesetzten Der Ghostwriter, Männer al dente und Soul Kitchen.
 präsentiert von Agata Buzek
Mr. Nobody – Regie: Jaco Van Dormael
- Agora – Die Säulen des Himmels – Regie: Alejandro Amenábar
- Baarìa – Regie: Giuseppe Tornatore
- An Education – Regie: Lone Scherfig
- Der Ghostwriter – Regie: Roman Polański
- Kick-Ass – Regie: Matthew Vaughn
- Der kleine Nick – Regie: Laurent Tirard
- Männer al dente – Regie: Ferzan Özpetek
- Soul Kitchen – Regie: Fatih Akin
- Verdammnis – Regie: Daniel Alfredson